# بخش روتاک
بخش روتاک (به انگلیسی: Rohtak district) یک منطقهٔ مسکونی در هند است که در بخش روتک واقع شده‌است. بخش روتاک ۱٬۷۴۵ کیلومتر مربع مساحت و ۱٬۰۶۱٬۲۰۴ نفر جمعیت دارد.